# 恩格拉山脈
38°56′40″N 0°57′34″W / 38.94444°N 0.95944°W

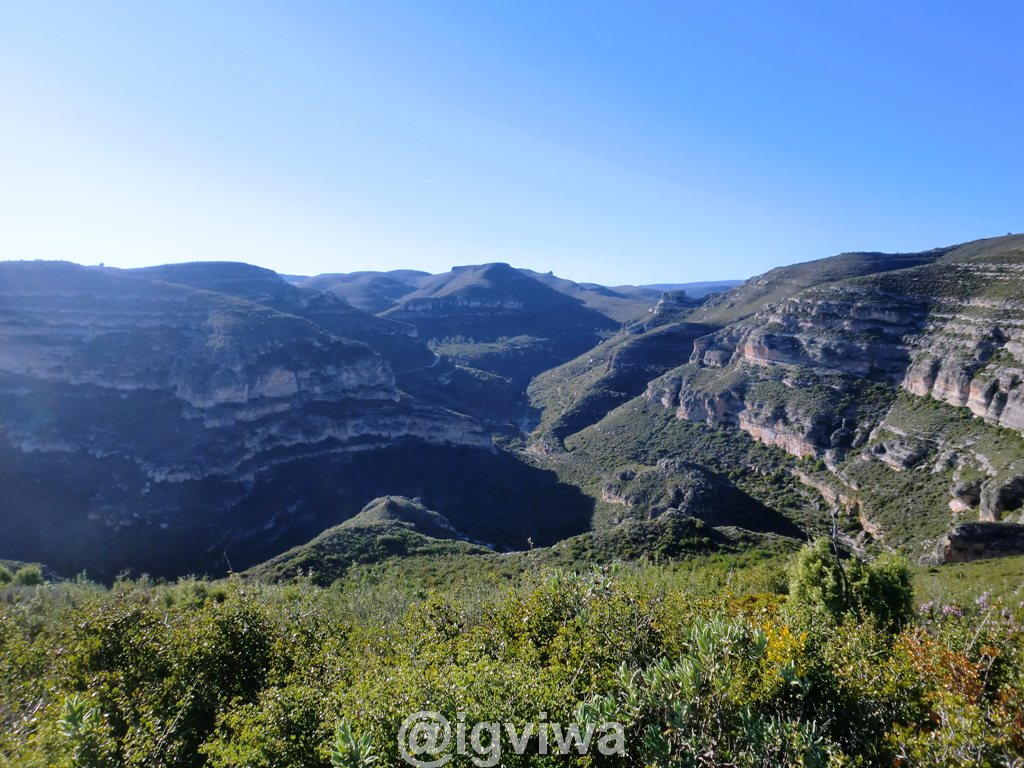

恩格拉山脈，是西班牙的山脈，位於該國東部巴倫西亞自治區，長16公里，屬於普雷貝蒂科山脈的一部分，名稱取自該山脈東面城鎮恩格拉，最高點海拔高度1,056米。